# Aloe socotorina
Aloe socotorina é uma espécie de liliopsida do gênero Aloe, pertencente à família Asphodelaceae.